# Pedro de Ponte y Llerena
Pedro de Ponte y Llerena Hoyo y Calderón (Garachico, 1624 - ibid. 25 de julio de 1705), I conde del Palmar, fue un militar y gobernador colonial español.

## Militar en Portugal y en Flandes
Descendiente de una familia ilustre, era regidor de Tenerife y caballero de la orden de Calatrava, cuando por orden de la reina regente Mariana de Austria y del marqués de Aytona se le encomendó llevar a cabo en las islas una leva de mil hombres, con los que formó el tercio de Canarias, que en 1662 pasó a engrosar el ejército de Extremadura en la guerra contra Portugal.  
Posteriormente sirvió en Flandes, donde España prestaba su apoyo militar a las Provincias Unidas de los Países Bajos en su lucha contra Francia en la guerra franco-holandesa.  Ponte se destacó por su audacia en distintos episodios, ascendiendo a sargento mayor y maestre de campo y sirviendo como gobernador de Gante.

## Gobernador de Panamá
En 1681 fue nombrado gobernador y capitán general de Tierra Firme y presidente de la audiencia de Panamá. En 1686 Carlos II instituyó para él el título de conde del Palmar.  En 1690 regresó a España con el grado de maestre de campo general para formar parte del consejo supremo de guerra. 

## Gobernador de Canarias
En 1697 fue designado para ocupar el gobierno de Canarias, que incluía la capitanía general de las islas al mismo tiempo que la presidencia de su Real Audiencia.  Durante el desempeño de sus funciones al frente del gobierno intentó sin éxito conseguir de la corte de Madrid protección para los pescadores canarios, acosados por los piratas berberiscos, y reactivar el comercio de vino a las colonias inglesas; asimismo ordenó la edificación del fuerte de San Pedro de Candelaria sobre un antiguo reducto.  Tuvo algunos altercados con personajes destacados de las islas, por lo que fue acusado de «la viva ansia de tomar dinero por todos los caminos posibles (costumbre que traxo de Panamá), dar los empleos militares y de rentas a los suyos (hábito que adquirió en Tenerife), descuidar de lo que le tocaba, por atender a lo que no era de su incumbencia (abuso que se halla en muchas partes)».
Concluido el trienio de su mandato en el gobierno canario, se retiró a su villa natal, donde murió.
| Predecesor: Nueva creación                     | Conde del Palmar 1686 - 1705            | Sucesor: Esteban de Ponte y Llerena   |
| Predecesor: Lucas Fernández de Piedrahíta      | Gobernador de Panamá 1682 - 1690        | Sucesor: Pedro José de Guzmán Dávalos |
| Predecesor: Antonio de Eril Vicentelo y Toledo | Capitán general de Canarias 1697 - 1701 | Sucesor: Miguel González de Otazo     |